# Ještědské pohoří
Ještědské pohoří (tyska: Jeschkengebirge) är en bergskedja i norra Tjeckien, nära gränsen till Tyskland och Polen. Den ligger i regionen Liberec, 80 km nordost om huvudstaden Prag.
Ještědské pohoří sträcker sig 11 km i sydostlig-nordvästlig riktning. Den högsta toppen är Ještěd, 1 012 meter över havet, som är känd för sin backhoppningsanläggning.
Topografiskt ingår följande toppar i Ještědské pohoří:
- Černá hora
- Ještěd
- Rozsocha